# Uva di Tollo e Ortona
L'Uva di Tollo e Ortona è una varietà di uva che rientra tra i prodotti agroalimentari tradizionali abruzzesi. È coltivata principalmente a Tollo e Ortona in provincia dei Chieti, in Abruzzo.